# Український чоловічий хор Едмонтона
Український чоловічий хор Едмонтона (УЧХЕ) (англ. The Ukrainian Male Chorus of Edmonton, англ. UMCE) — чоловічий хор, заснований в 1984 році в Едмонтоні, Альберта, Канада, який виступав на багатьох заходах і фестивалях як у Канаді, так і на міжнародному рівні. Серед виступів — Міжнародний хоровий фестиваль «Експо'86», а також гастролі в Україні, Польщі та країнах Східної Європи. Щороку УЧХЕ організовує різдвяний концерт «Святкова мозаїка». У концерті «Святкова мозаїка», який організовує УЧХЕ, щороку беруть участь декілька різних колективів, включаючи солістів, дуети та інші хори з Едмонтона. Концерт зазвичай відбувається в Об'єднаній церкві МакДуґалл. УЧХЕ також є членом Хорової федерації Альберти (ХФА). Хор також неодноразово виступав з Едмонтонським симфонічним оркестром (ЕСО) у Вінспір-Центрі в центрі Едмонтона.
Теперішнім диригентом хору є Орест Солтикевич.

## Дискографія
УЧХЕ випустив чотири записи.
| Рік  | Назва                                         |
| ---- | --------------------------------------------- |
| 1992 | «That Old Sheepskin Coat»                     |
| 2002 | «The Ukrainian Male Chorus of Edmonton LIVE!» |
| 2006 | «Malanka Suite»                               |
| 2007 | «Kateryna»                                    |

## Тури
| Рік  | Місце                                                   |
| ---- | ------------------------------------------------------- |
| 2014 | Латвія, Польща, Відень                                  |
| 2011 | Україна                                                 |
| 2002 | Польща, Україна                                         |
| 2000 | Дофін                                                   |
| 1996 | Міссула                                                 |
| 1986 | Всесвітня виставка 1986, Ванкувер — Британська Колумбія |